# Stadt Hornburg
Stadt Hornburg ist ein Ortsteil der Gemeinde Schladen-Werla im Landkreis Wolfenbüttel (Niedersachsen). Bis zum 1. November 2013 war der Ort eine eigenständige Stadt. Zusammen mit dem zugehörigen Wohnplatz Tempelhof hat Hornburg 2457 Einwohner (Stand 31. Mai 2018). Ihren Höchstwert hatte die Einwohnerzahl um 1950 mit fast 4400 Einwohnern erreicht.
Hornburg ist die Geburtsstadt des ersten deutschen Papstes Clemens II. (1046–1047). Hornburg, das am Fluss Ilse liegt, ist eine Fachwerkstadt und staatlich anerkannter Erholungsort.

## Geschichte

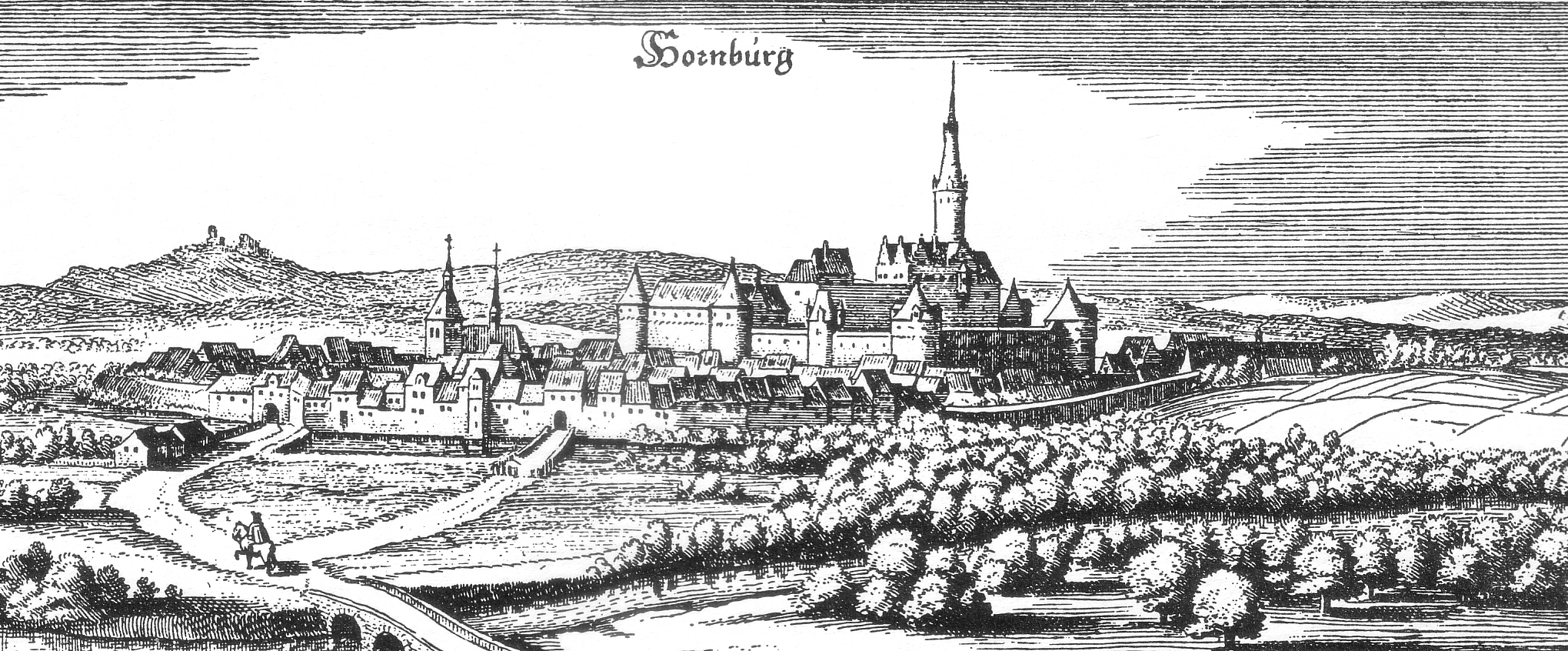
Merian-Stich von Hornburg um 1650

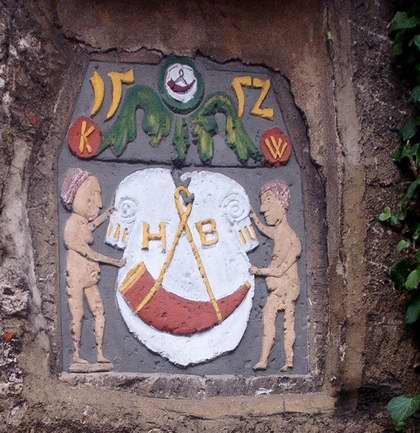
Historisches Wappen am Dammtor von 1552

Die namensgebende Hornburg wurde 994 erstmals in einer Urkunde im Zusammenhang mit Markt-, Münz- und Zollrechten der Stadt Quedlinburg erwähnt. Auf einem Kalksteinplateau am „Großen Bruch“ gelegen, war die Burg die nördliche Grenzfeste der Halberstädter Bischöfe. Sie beherrschte die Handelsstraßen von Braunschweig nach Halberstadt und Wernigerode sowie den Handelsweg Hildesheim–Halberstadt. Bei dem großen Brand 1512 wurden 120 Häuser Hornburgs zerstört. Vom Halberstädter Bischof 1528 erstmals als Stadt bezeichnet, erhielt es 24 Jahre später Marktrechte.
Seine Blütezeit erlebte Hornburg im 16. Jahrhundert, als es durch Hopfenanbau zu beträchtlichem Wohlstand kam. Diese für das Brauwesen wichtige Pflanze gedieh hier durch die günstigen klimatischen Bedingungen – wenig Regen und viel Sonnenschein – besonders gut.
Die Fachwerkstadt Hornburg hatte im Mittelalter 5 Stadttore: Halberstädter Tor, Braunschweiger Tor, Vorwerkstor, Pfarrhofstor und Dammtor. Letzteres ist als einziges erhalten geblieben. An diesem befindet sich rechts neben den mächtigen Torpfeilern das Wappen der Stadt Hornburg. Dieses ist aus einer Sandsteinplatte (65,0 cm × 70,0 cm) plastisch herausgearbeitet. Auf dem Stadtwappen befindet sich das Wappenschild gehalten von zwei Schildträgern, einer weiblichen und einer männlichen Figur. Im Zentrum befinden sich an einer Geweihspange hängend ein Jagdhorn und darüber die Buchstaben H und B für die Stadt Hornburg. Zwischen der Jahreszahl 1552 finden wir stilisiertes Blattwerk, darüber eine kleine Wappenkartusche mit dem Jagdhorn. Darunter symmetrisch angeordnet, zwei hervorgehobene gesiegelte Buchstaben K und W. Die Buchstaben stehen für die Nachnamen der beiden jeweils regierenden Bürgermeister in damaliger Zeit, welche sich in ihrer Amtszeit abwechselten. Diese waren im Jahre 1552 Henning Küchenthal d. J. und Hinrich Wagenführ. Sie nahmen den Bürgereid ab, erteilten das Bürgerrecht und waren auf Lebenszeit eingesetzt.
Am 4. Juni 1552 unterzeichneten der Erzbischof von Magdeburg und Bischof von Halberstadt, der Friedrich von Brandenburg, Sohn des Brandenburger Kurfürsten Joachims II., die für die Stadt Hornburg wichtige Marktrechtsurkunde. Wer in der Sicherheit der Stadtmauer leben wollte, musste den Erwerb eines Grundstücks nachweisen, ein Bürgergeld von 4 Talern zahlen und einen ledernen Löscheimer besitzen.
1648 kam Hornburg mit dem Territorium des ehemaligen Hochstifts Halberstadt an Brandenburg-Preußen und wurde nach der Franzosenzeit dem Landkreis Halberstadt der preußischen Provinz Sachsen eingegliedert. Am 30. September 1928 wurde der Gutsbezirk Hornburg mit der Stadt Hornburg vereinigt. Der Landkreis Halberstadt ging 1932 im Landkreis Wernigerode auf. Im Zuge der Neuordnung des Salzgitter-Gebietes wurde Hornburg am 1. August 1941 zusammen mit Isingerode, Roklum und dem Vorwerk Tempelhof dem braunschweigischen Landkreis Wolfenbüttel zugeordnet. Dadurch wurde Hornburg 1945 Teil der britischen Besatzungszone und 1949 der Bundesrepublik Deutschland.
Hornburg lag bis zur Wiedervereinigung Deutschlands unmittelbar an der Grenze zur DDR. Diese Randlage brachte der Stadt einige Nachteile, die erst seit 1990 teilweise wieder behoben werden konnten.
Im Jahr 1999 war Hornburg Ausrichter des Kulturfestes „Tag der Braunschweigischen Landschaft“.
Im Zuge der Umwandlung der Samtgemeinde Schladen in eine Einheitsgemeinde am 1. November 2013 wurde Hornburg Ortsteil der Gemeinde Schladen-Werla. Letzte Bürgermeisterin war Helga Küchler.

## Religion
Neben der evangelischen Kirche Beatae Mariae Virginis (→Sehenswertes) befindet sich in Hornburg seit 1977 die katholische St.-Clemens-Kirche, für die als Patron der heilige Papst Clemens I. gewählt wurde im Gedenken an den in Hornburg geborenen, jedoch nicht heiliggesprochenen Papst Clemens II.

## Politik

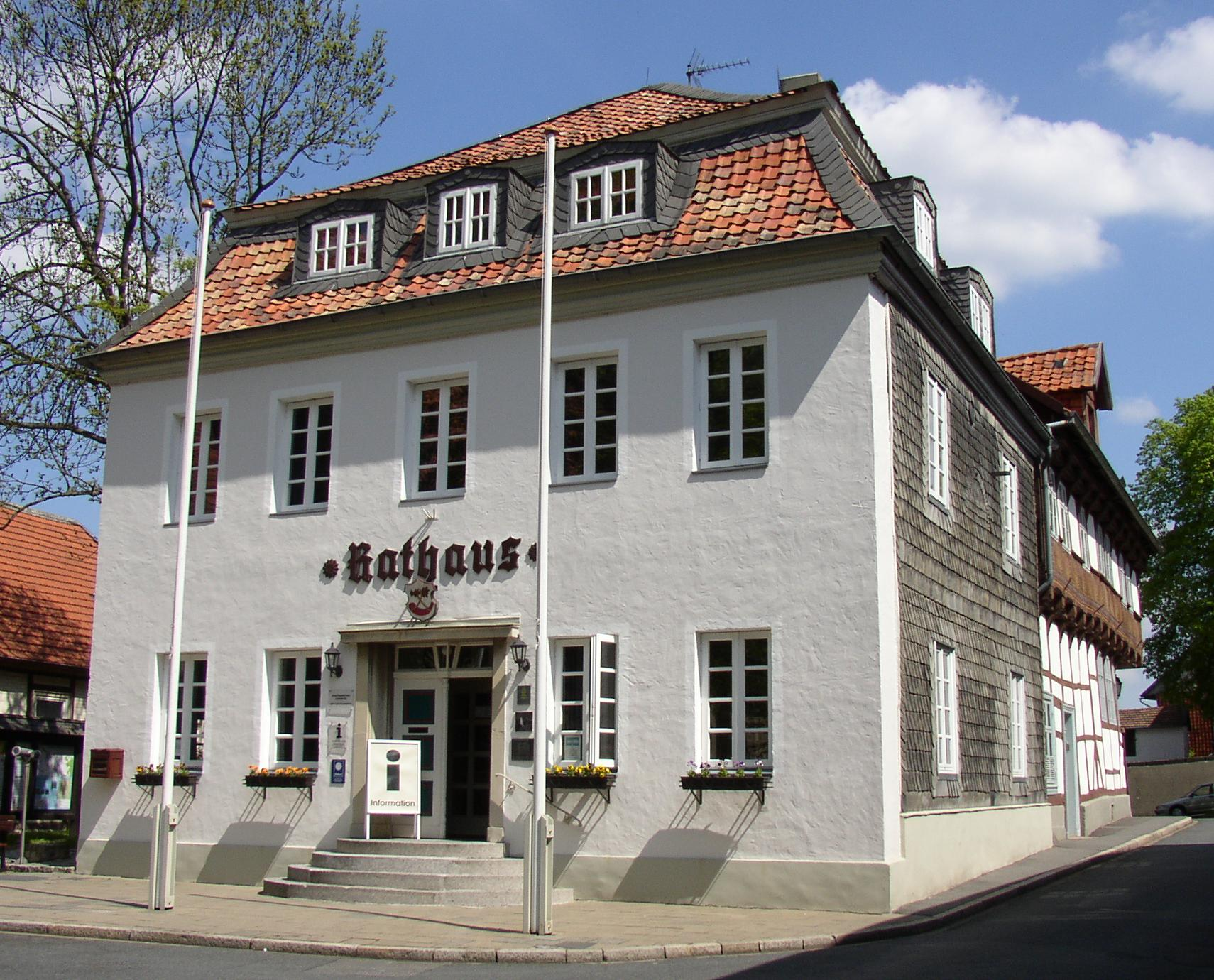
Rathaus

### Ortsrat
Der Ortsrat, der Hornburg vertritt, setzt sich aus sieben Mitgliedern zusammen. Die Ratsmitglieder werden durch eine Kommunalwahl für jeweils fünf Jahre gewählt.
Bei der Kommunalwahl 2021 ergab sich folgende Sitzverteilung:
| Ortsrat 2021Insgesamt 7 Sitze - SPD: 4 - FürH: 1 - CDU: 2 |

### Ortsbürgermeister
Ortsbürgermeister ist Marc Samel (SPD).
(Stand: Kommunalwahl am 22. September 2013)

## Kultur und Sehenswürdigkeiten

### Museum
Das Handwerksmuseum am Montelabbateplatz beherbergt Handwerksstuben und Bilder der Stadtgeschichte; ein Raum ist dem wohl bekanntesten Hornburger, Papst Clemens II., gewidmet. Das dem Museum angeschlossene Biedermeierhaus unterhalb der Burgmauer beherbergt eine vollständig eingerichtete Kleinbürgerwohnung aus der Zeit um 1900.

### Fachwerke der Altstadt

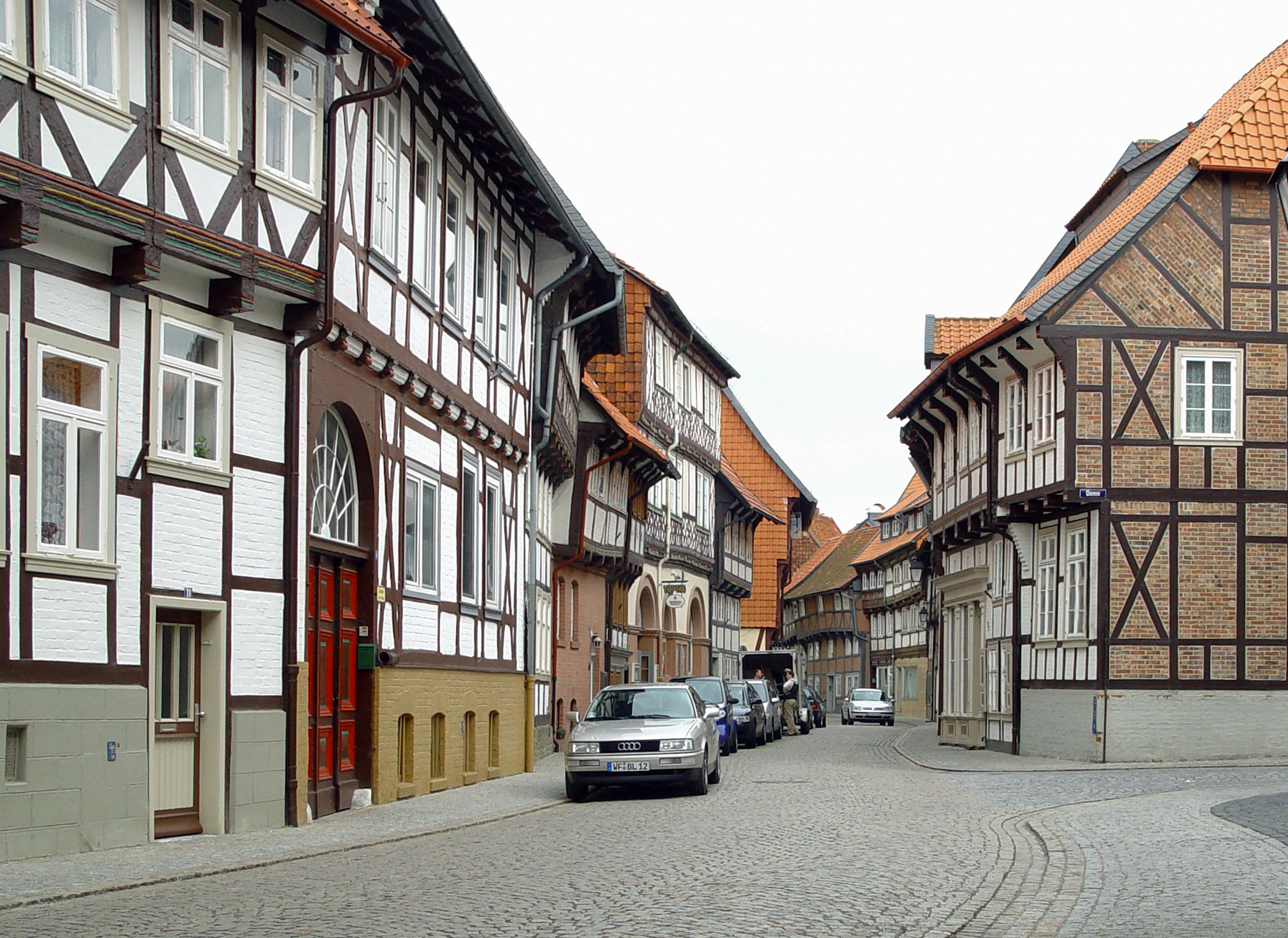
Fachwerkhäuser in Hornburg

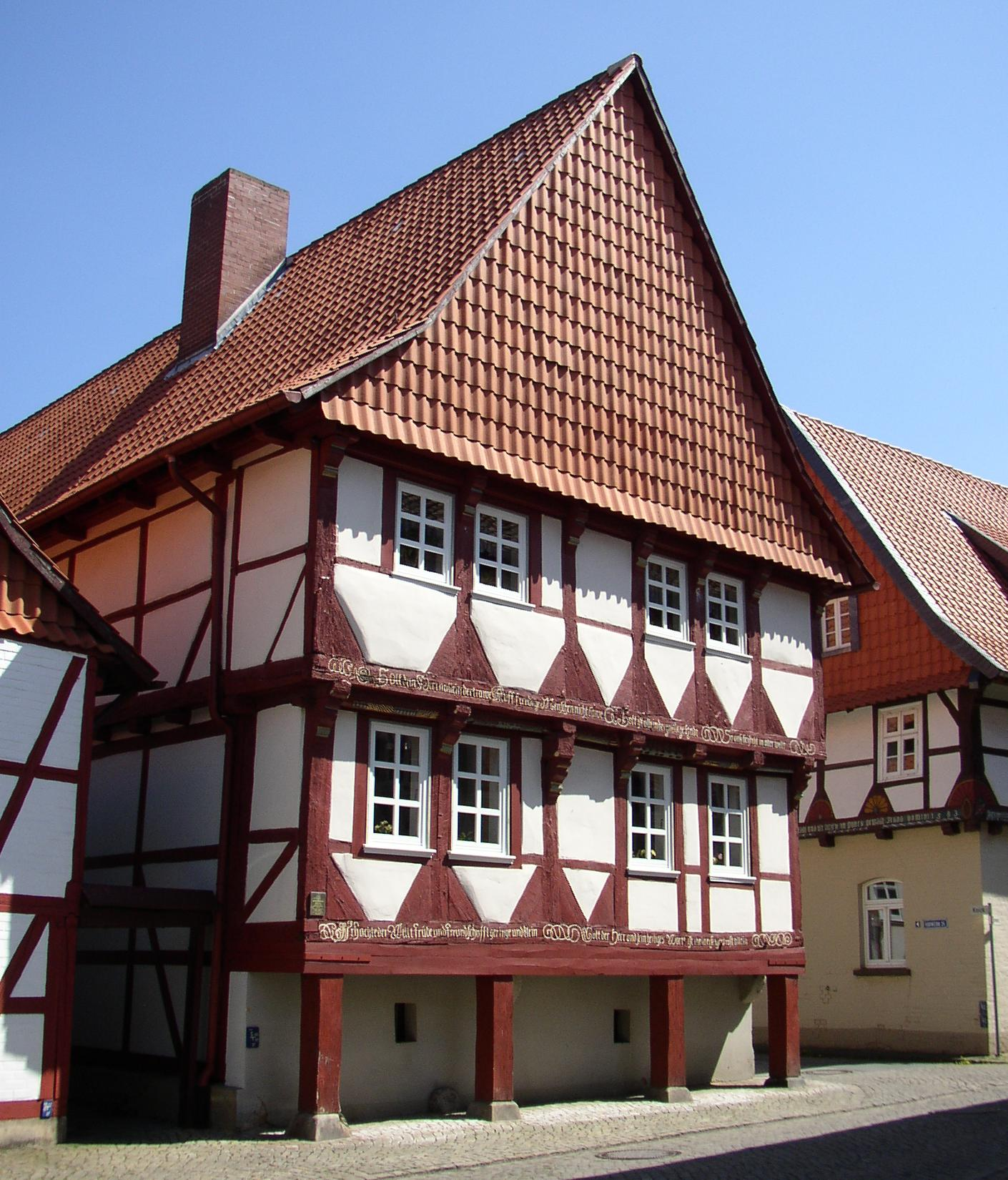
Altes Zeughaus

Seiner großen Ära verdankt Hornburg seine reich verzierten Renaissance-Fachwerkhäuser mit den überkragenden Stockwerken und Schmuckbalken, die mit ausgemalten Fächerrosetten, Fächerfriesen und Spruchbändern reich verziert sind. Hier gibt es bauliche Beziehungen zu Halberstadt und Einbeck. Das wohl schönste Fachwerkhaus der Altstadt liegt am Marktplatz; es wurde 1609 als Ratsapotheke erbaut. Die Neue Straße mit ihren niedrigen Haustüren scheint zu bestätigen, wie klein die Menschen früher waren. Man sollte sich jedoch nicht täuschen: ein Grund hierfür war die Erhöhung des Straßenniveaus zur Verhinderung von Überflutungsschäden. Durch die Hagenstraße fließt der Fluss Ilse; die hier 1604 erbaute Hagenmühle ist neben der Wassermühle Erkerode die einzige erhaltene Wassermühle im Landkreis Wolfenbüttel.
Ein schlimmer Verlust für die Fachwerkstadt Hornburg entstand, als 1972 durch Brandstiftung eines der schönsten und größten Fachwerkhäuser, das Neidhammelhaus, vernichtet wurde. Die wertvolle Schmuckfassade war stehengeblieben, musste aber wegen Einsturzgefahr abgerissen werden. Dies bedeutete einen empfindlichen Einschnitt in das städtebauliche Gefüge des Stadt- und Straßenbildes an der Wasserstraße in der Nachbarschaft zur Kirche. 1996 wurde die bis dahin eingelagerte, denkmalgeschützte Fassade vor einen Neubau gesetzt und konnte so an Ort und Stelle erhalten bleiben. Erbaut wurde das Neidhammelhaus 1563 von dem damaligen Stadtkämmerer Valentin Mitgau. Sein Familienwappen, ein von einem Pfeil durchbohrtes Herz, ziert einen der zehn Ständerbalken im ersten Stock. Nach den Ratsakten aus dem Jahre 1594 war „der Neidhammel“ das höchst besteuerte Haus in Hornburg.

### Kirche
Die Kirche Beatae Mariae Virginis von 1616 gilt als eine der schönsten evangelischen Kirchen im nördlichen Harzvorland. Die nachgotische Hallenkirche ist der zweite protestantische Kirchenneubau im Bereich der Braunschweigischen Landeskirche nach ihrer 1608 begonnenen gleichnamigen Schwester in Wolfenbüttel. Der Orgelprospekt von Christoph Cuntzius (Anfang 18. Jahrhundert) zählt zu den bedeutendsten Norddeutschlands.
Der Spätrenaissance-Altar und die Kanzel wurden von Mitgliedern der Familie von Randow gestiftet. Hans von Randow und sein Sohn Friedrich residierten im 16. und 17. Jahrhundert als halberstädtische Amtshauptmänner auf der Hornburg. Grabsteine des Hans von Randow und seiner Tochter Ilse stehen noch heute in der Hornburger Kirche, deren Altar von der Witwe des Hans gestiftet wurde.

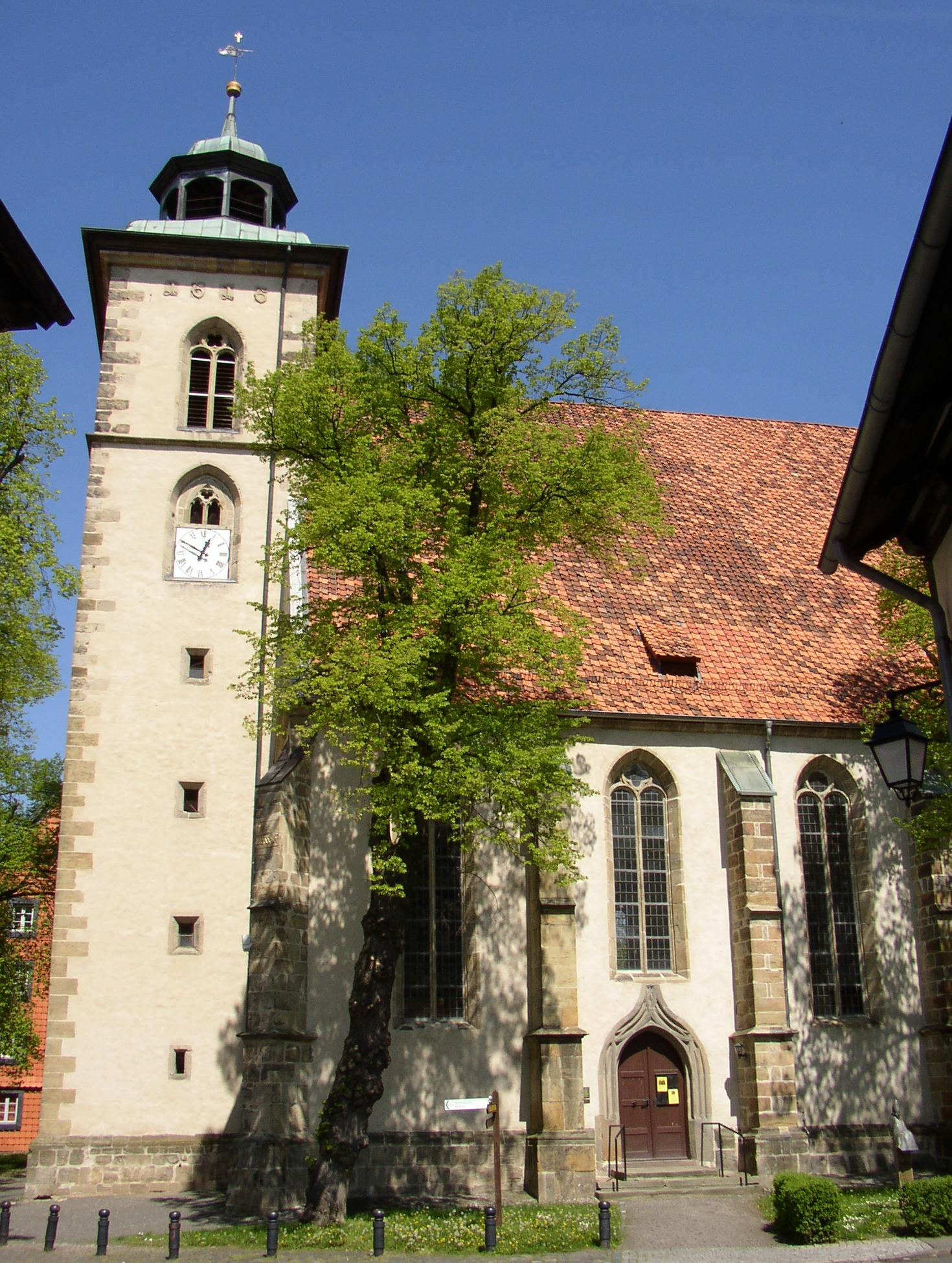
Beatae Mariae Virginis
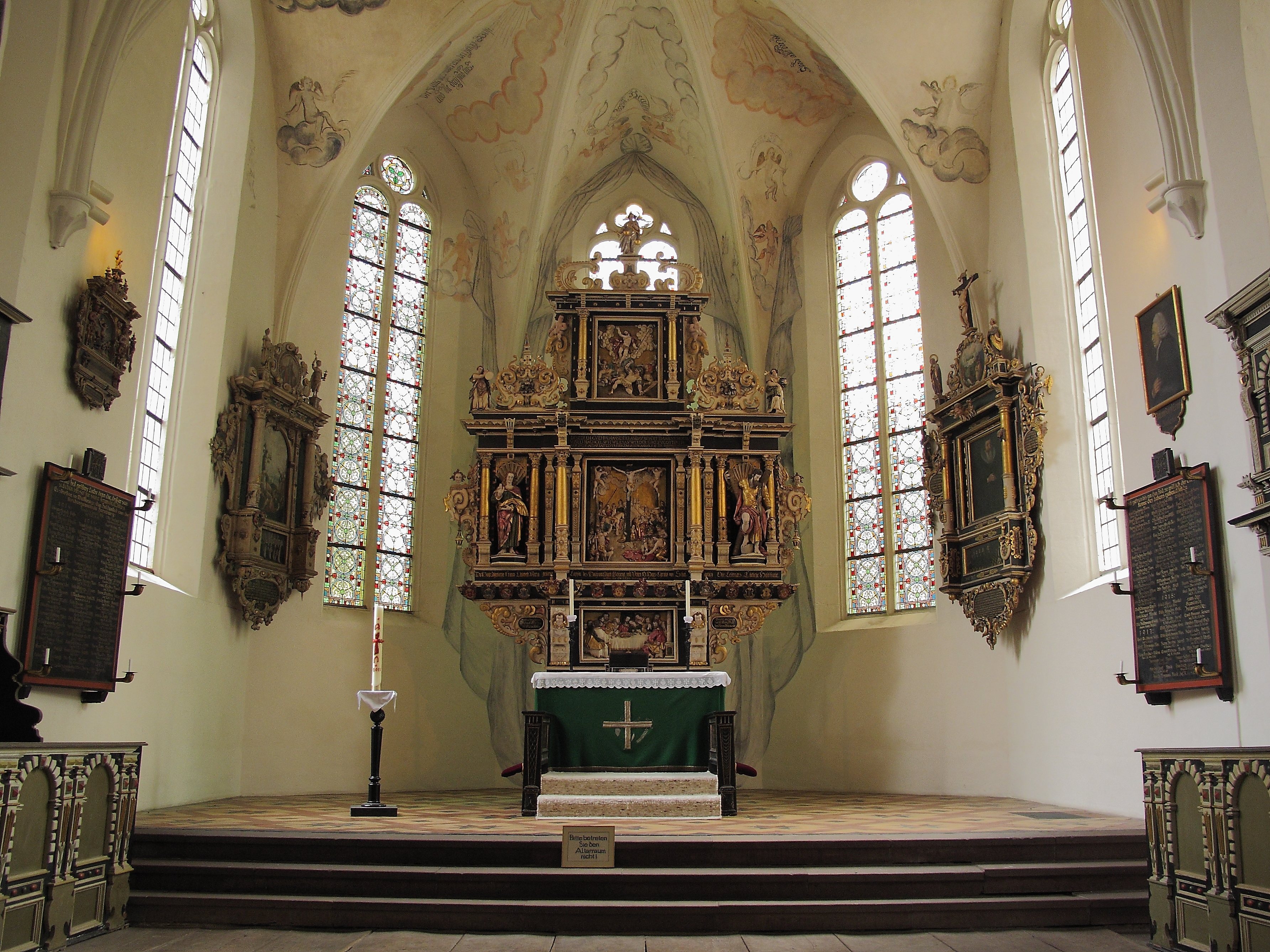
Spätrenaissance-Altar
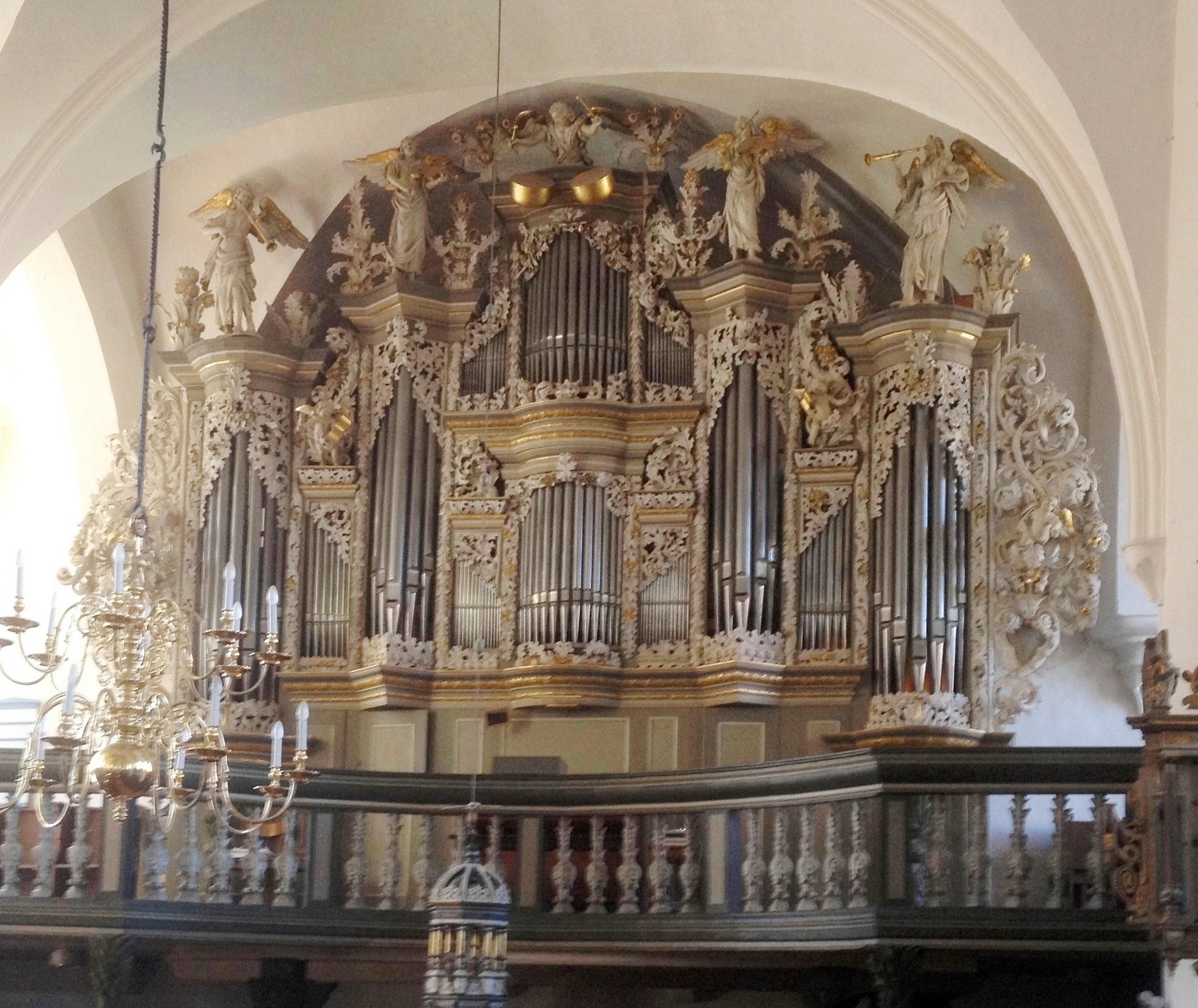
Orgel der Hornburger Kirche Beatae Mariae Virginis
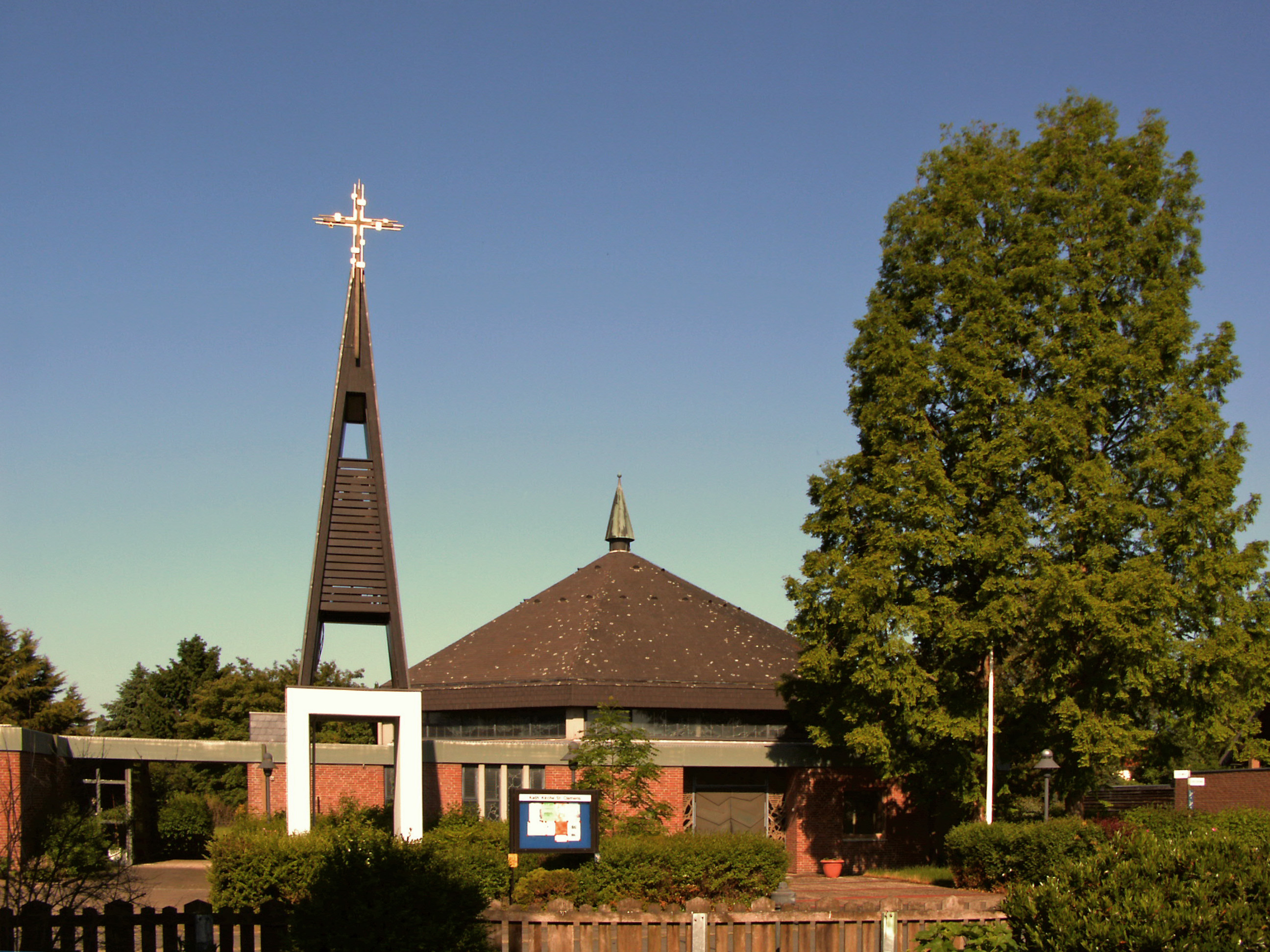
St. Clemens-Kirche

### Burg

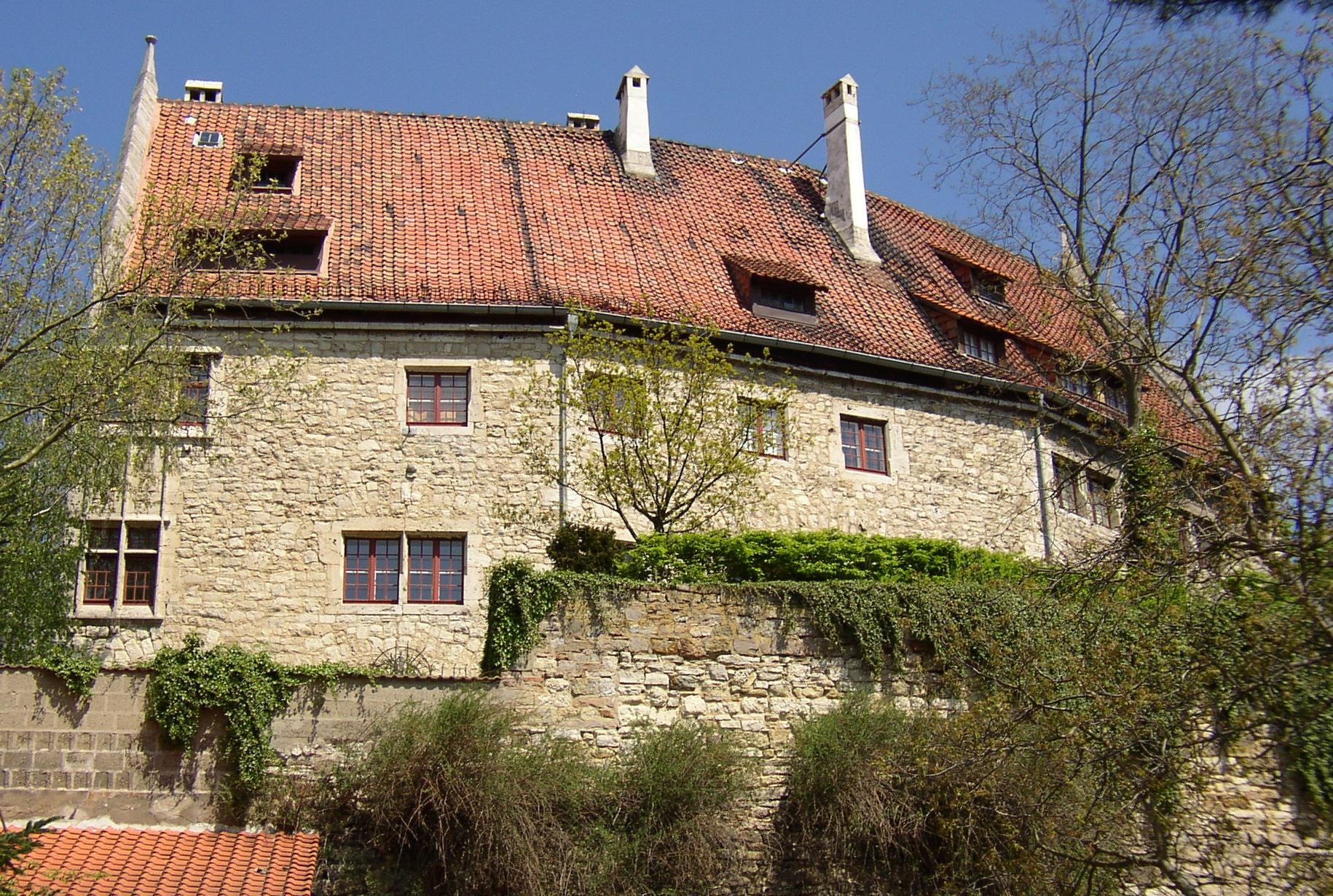
Burg Hornburg

Die Burg Hornburg, gleichzeitig Wahrzeichen der Stadt, erhebt sich beherrschend über den Ort. Sie war Grenzburg des Bistums Halberstadt. Es wird angenommen, dass auf ihr 1005 Suitger geboren wurde, der 1046 als Bischof von Bamberg Papst Clemens II. wurde. Erstmals wurde die Hornburg 1113 zerstört, ein weiteres Mal durch Heinrich den Löwen 1179.  
1430 wurde die Burg ein drittes Mal zerstört. Im 15. Jahrhundert wurde die Burg festungsartig ausgebaut. Im Dreißigjährigen Krieg wurde die Burg Angriffsziel kaiserlicher und schwedischer Truppen. 1645 wurde sie vom schwedischen General Königsmarck zerstört und diente danach als Steinbruch.
Nach seiner Zerstörung lag das Burggelände bis in die 1920er Jahre brach. Danach wurde es teilweise auf den Grundmauern rekonstruiert. Heute steht die Burg im Privatbesitz und kann nicht öffentlich besichtigt werden.

### Ehemalige Synagoge
Unweit der Marienkirche, am Damm, stand hinter dem 1569 erbauten Renaissance-Wohnhaus Nr. 20 die barocke Hornburger Synagoge, deren vollständige Inneneinrichtung heute im Jüdischen Museum des Braunschweigischen Landesmuseums „Hinter Aegidien“ besichtigt werden kann.
Das Wohnhaus selbst war von 1763 bis 1810 jüdische Schule. 1766 in der zweiten Reihe errichtet, galt die Synagoge als Beispiel eines speziell für diesen Zweck errichteten Bauwerks – eine Rarität im Norddeutschland des 18. Jahrhunderts. Der kubische Fachwerkbau mit Mansardwalmdach war auf quadratischem Grundriss mit 9 Metern Seitenlänge errichtet worden. Auf der Westseite trug ein Anbau zwei separate Türen, eine zum Vorraum der Männersynagoge, die andere Treppe der Frauen-Empore.
Als direktes Vorbild gilt die durch Bankier Lehmann 1712 errichtete Synagoge zu Halberstadt – eine der größten und reichsten ihrer Zeit, deren ausladendes Mansarddach die niedrigeren Häuser des jüdischen Viertels überragte (eine Forderung des Talmud). Die Hornburger Synagoge erschien bis ins Detail als etwas schlichter gehaltene Verkleinerung dieses Gebäudes. 1924 wurde das baufällige, seit 1882 nicht mehr von einem Minjan (Mindestzahl von zehn erwachsenen jüdischen Personen, die eine Betgemeinde bilden) genutzte Gebäude abgetragen. Die Inneneinrichtung konnte durch das tatkräftige Wirken des Graphikers Ephraim Moses Lilien und des Kustos des Braunschweiger Landesmuseums Karl Steinacker 1924 geborgen werden und ist dort in der Abteilung Jüdisches Museum erhalten geblieben und ausgestellt.

## Wirtschaft und Infrastruktur
Die Hauptwirtschaftszweige Hornburgs sind der Tourismus, die Landwirtschaft und die papierverarbeitende Industrie.
Der Bahnhof Hornburg (Kr Wolfenbüttel) lag an der Bahnstrecke Wasserleben–Börßum. Diese Strecke ist stillgelegt.

## Persönlichkeiten
- Clemens II. (1005–1047), Papst von 1046 bis 1047
- Hans von Randow († 1572), halberstädtischer Amtshauptmann zu Hornburg und Zilly
- Anna Landmann († 1597) war die letzte Frau, die in Hornburg der Hexenverfolgung zum Opfer fiel
- Georg Wilhelm Wahnschaffe (1710–1791), preußischer Oberamtmann, Braunschweig-Lüneburgischer Drost, Wasserbauexperte, Landesverbesserer und vielfacher Domänen- und Rittergutsbesitzer, übernahm 1758 die Domäne Hornburg
- Emma Goslar (1848–1923), Heimatdichterin und Vortragskünstlerin
- Wilhelm Rieke (1880–1967), Politiker und Mitglied des Landtages
- Claus Arnold  (1919–2014), Künstler
- Renate Thon (* 1949), Politikerin (Bündnis 90/Die Grünen)
- Jörg Kilian (* 1965), Germanist und Hochschullehrer

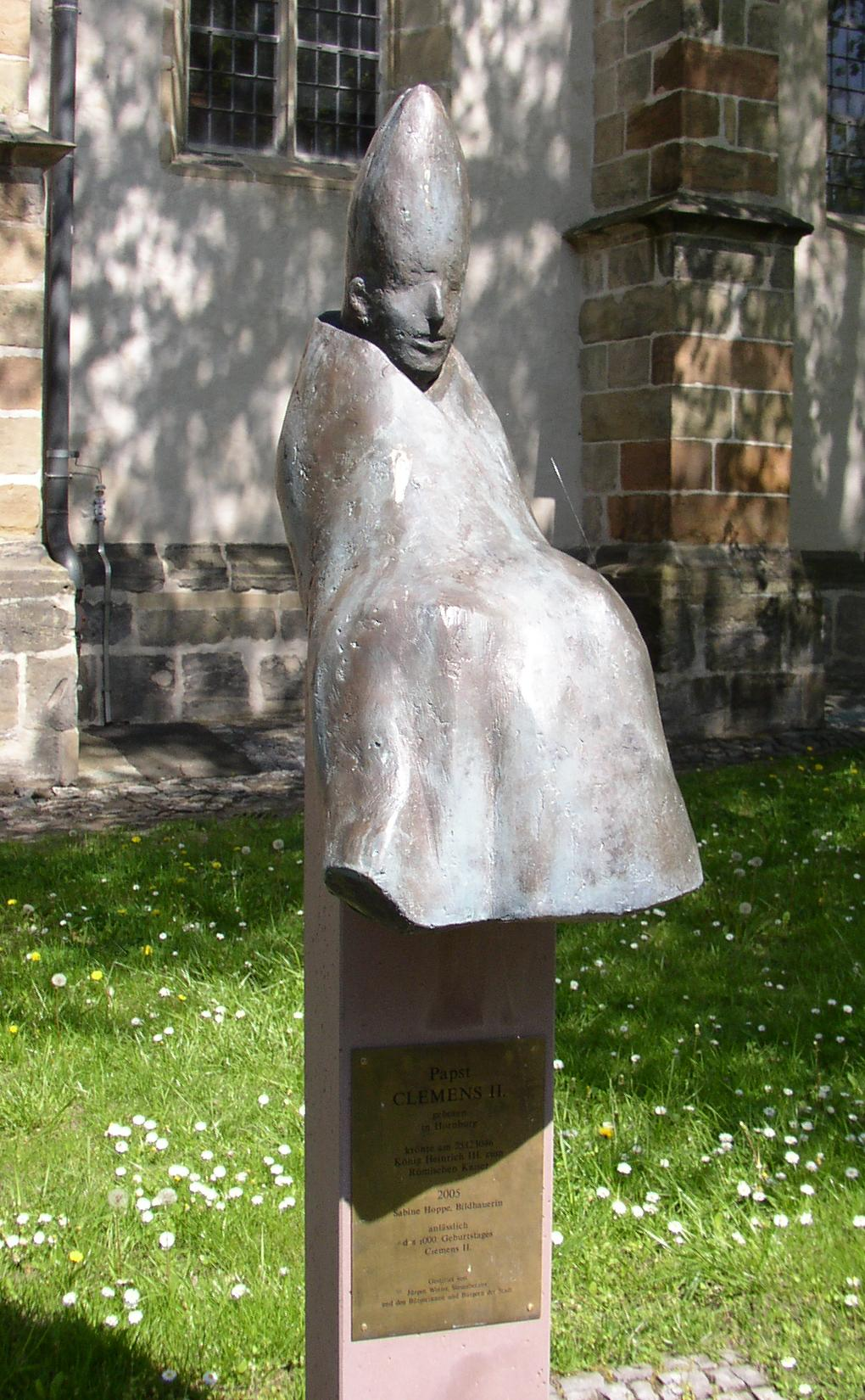
Papst Clemens II.
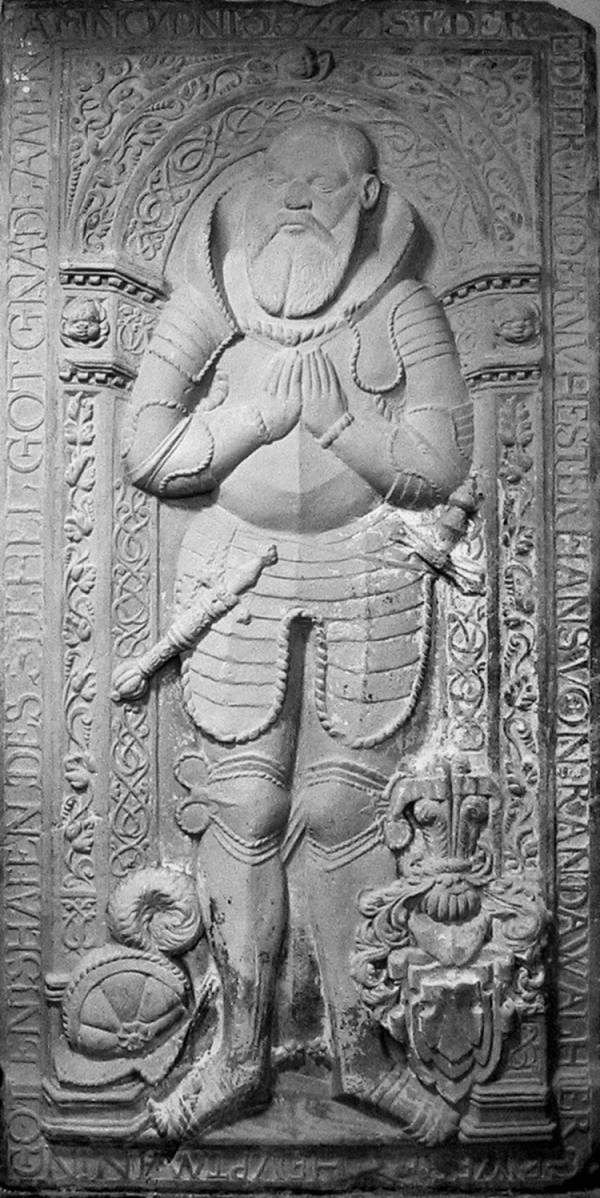
Grabstein des Hans von Randow in der Hornburger Kirche